# Leipziger Turm

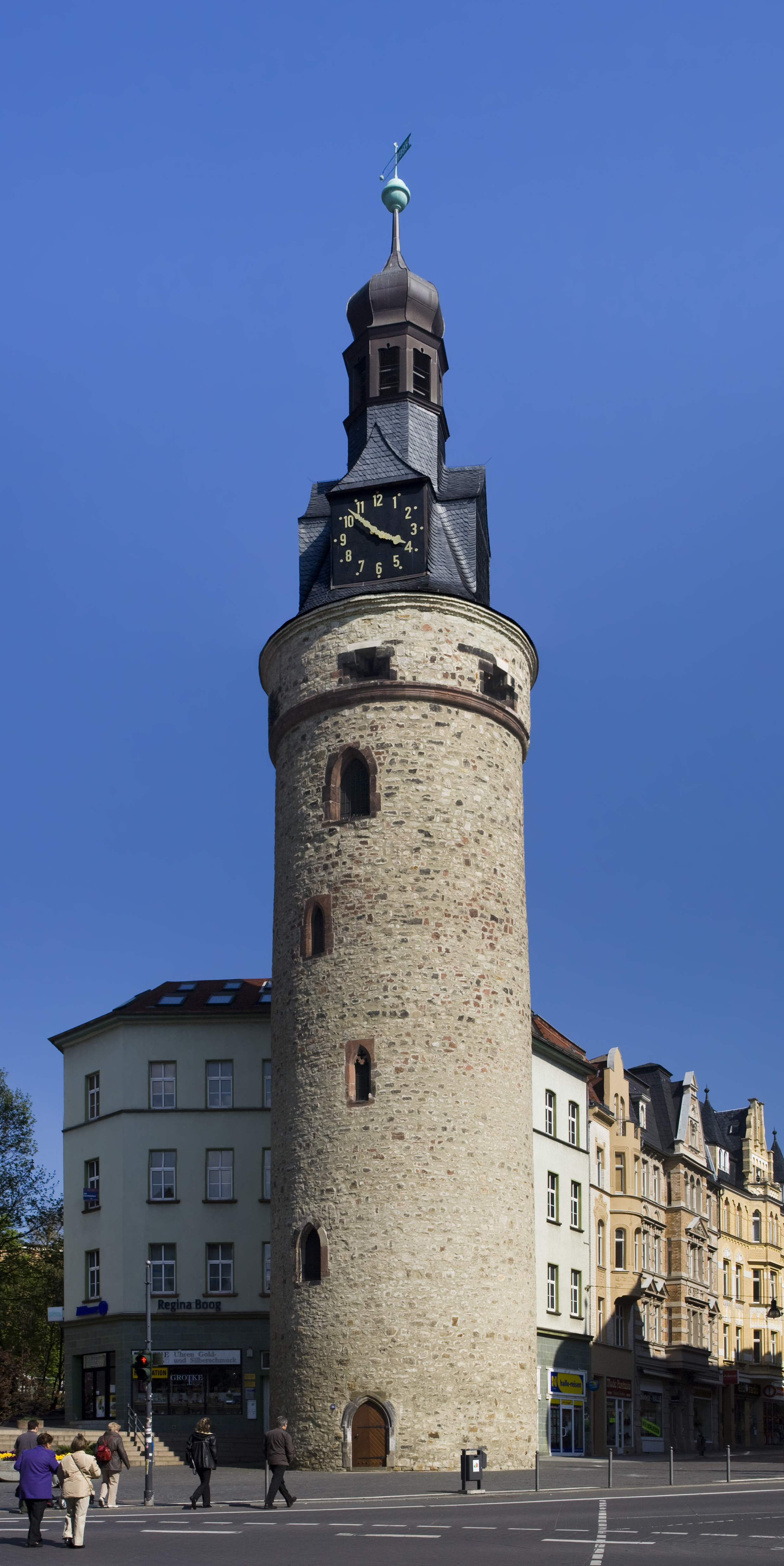
Leipziger Turm

Der Leipziger Turm ist ein frei stehender Wartturm, der zur Befestigungsanlage der Stadt Halle (Saale) gehörte.
Er wurde Mitte des 15. Jahrhunderts neben dem 1819 abgerissenen Galgtor errichtet, weshalb er bis Mitte des 19. Jahrhunderts auch die Bezeichnung Galgtorturm trug. Der Turm hat eine Höhe von 44 m. Von ihm aus konnte der Galgberg (der heutige Riebeckplatz) überschaut und die Stadt vor heranrückenden Gefahren von außerhalb und Feuer innerhalb der Stadt gewarnt werden. Das wegen seines runden Grundrisses ursprünglich „der runde Turm“ genannte Bauwerk ist aus Bruchsteinen gemauert und hat eine untere Mauerstärke von 2,80 m. Der Durchmesser des Innenraums beträgt 3,30 m. Die spitzbogige Eingangstür auf der Stadtseite und die Fenster in den Stockwerken sind gotischen Ursprungs und gut erhalten. 1573 wurde dem Turm im Stil der Renaissance eine welsche Haube mit vier schieferverkleideten Lukarnen und einer kupfernen Laterne aufgesetzt. Außerdem wurde ein Uhrwerk mit zwei Zifferblättern eingebaut.
Der Leipziger Turm war der größte Turm in der halleschen Stadtbefestigungsanlage. Er steht auf der Leipziger Straße, wo sie zwischen Marktplatz und Hauptbahnhof die Ringstraßen (= ehemaliger Verlauf der Stadtmauer) kreuzt.